# Motorway 6 (Thailand)

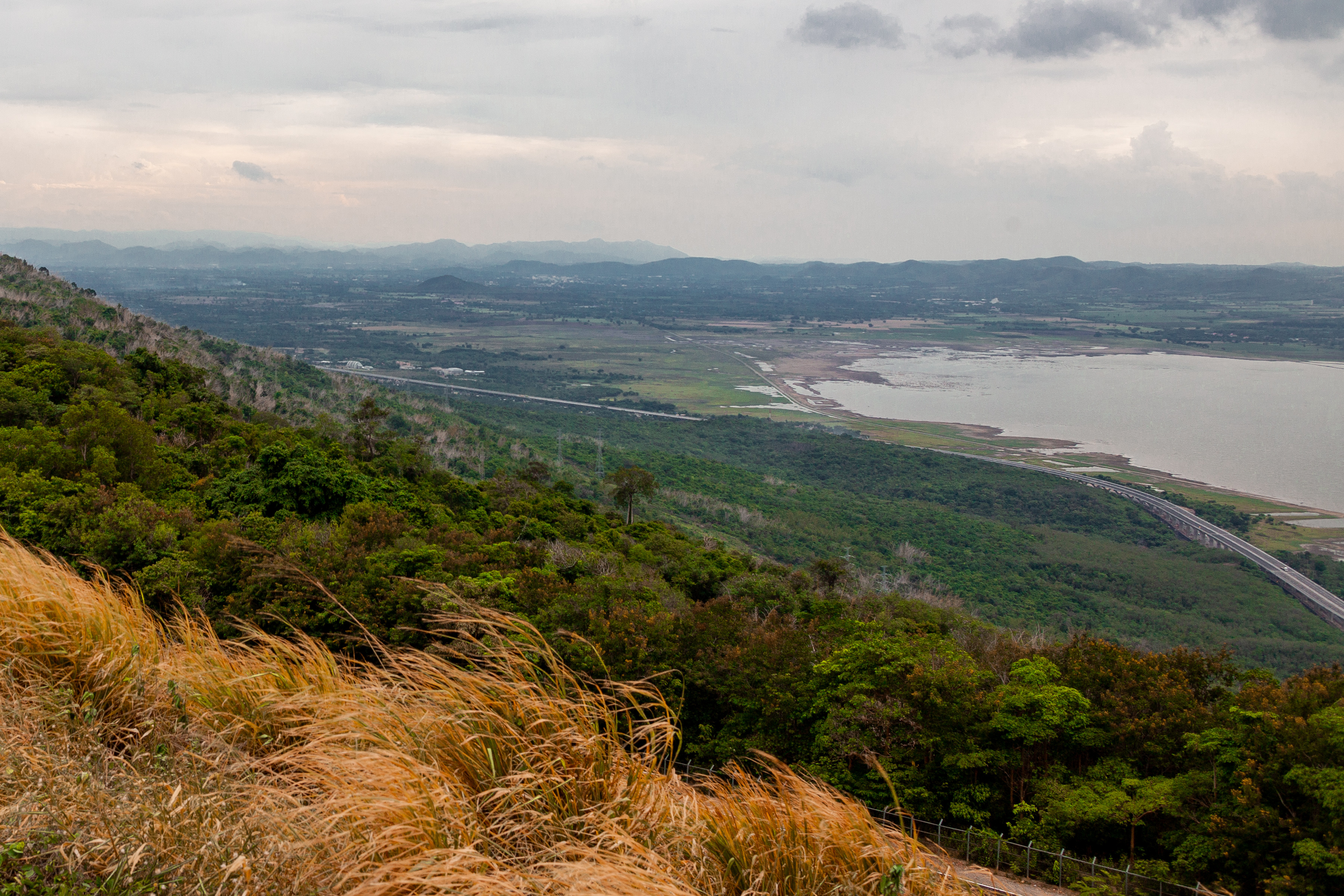

De Motorway 6 (Thai: ทางหลวงพิเศษหมายเลข 6) of Bang Pa-in–Nakhon Ratchasima Motorway (Thai: ระบบทางด่วนขั้นที่ 2), is een autosnelweg in aanleg in Thailand. De snelweg verbindt Bangkok Outer Ring Road met Nakhon Ratchasima en wordt 196 kilometer lang. De opening van de snelweg is gepland in 2025.
Chaloem Maha Nakhon Expressway ·
Si Rat Expressway ·
Prachim Ratthaya Expressway ·
Don Mueang Tollway ·
Chalong Rat Expressway ·
Burapa Withi Expressway ·
Udon Ratthaya Expressway ·
S1 ·
Motorway 6 ·
Motorway 7 ·
Bangkok Outer Ring Road / Kanchanaphisek Road / Motorway 9